# 神戸市立本庄中学校
神戸市立本庄中学校（こうべしりつ ほんじょうちゅうがっこう）は、兵庫県神戸市東灘区にある公立中学校。

## 沿革
- 1947年（昭和22年）4月1日 - 本庄村立本庄中学校創立。[1]
- 1949年（昭和24年）3月18日 - 校歌制定[2]
- 1950年（昭和25年）10月10日 - 本庄村が神戸市に編入されたことにより、神戸市立本庄中学校となる。

## 部活動

### 運動部
- 野球部
- サッカー部
- 陸上競技部
- ソフトテニス部
- 卓球部
- バスケットボール部
- 剣道部
- 女子ハンドボール部
- 女子バレーボール部

### 文化部
- 吹奏楽部
- 美術部
- 家庭科部
- 放送部
- 情報技術部

## 進学前小学校
- 神戸市立本庄小学校[3]
- 神戸市立東灘小学校[3]

## 通学区域
- 神戸市東灘区[4]
  - 深江北町1 - 5丁目、深江本町1 - 4丁目、深江南町1 - 5丁目、深江浜町、 本庄町1 - 3丁目、青木1 - 6丁目、北青木1丁目・2丁目（1～5番）

## 制服
男子　
- 冬服は標準的な学生服上下である。
- 夏服はカッターシャツ、スラックスである。

女子　
- 冬服はブレザー、ブラウス、ジャンパースカートである。
- 夏服はブラウス、吊りスカートである。

## 卒業生
- 武田博行（元サッカー選手）
- もんたよしのり（シンガーソングライター）
- テーブス海（バスケットボール選手）
- 松本幸大（元プロ野球選手）
- 今朝丸裕喜 (プロ野球選手)

## 通学区域が隣接している学校
- 神戸市立魚崎中学校
- 神戸市立本山南中学校